# Pilas
Pilas é um município da Espanha na província de Sevilha, comunidade autónoma da Andaluzia, de área 45,9 km² com população de 12 478 habitantes (2007; densidade: 271,9 hab./km²).

## Demografia
| Variação demográfica do município entre 1991 e 2004 [carece de fontes?] | Variação demográfica do município entre 1991 e 2004 [carece de fontes?] | Variação demográfica do município entre 1991 e 2004 [carece de fontes?] | Variação demográfica do município entre 1991 e 2004 [carece de fontes?] |
| ----------------------------------------------------------------------- | ----------------------------------------------------------------------- | ----------------------------------------------------------------------- | ----------------------------------------------------------------------- |
| 1991                                                                    | 1996                                                                    | 2001                                                                    | 2004                                                                    |
| 10515                                                                   | 11122                                                                   | 11186                                                                   | 11730                                                                   |